# Pfarrkirche Krumau am Kamp

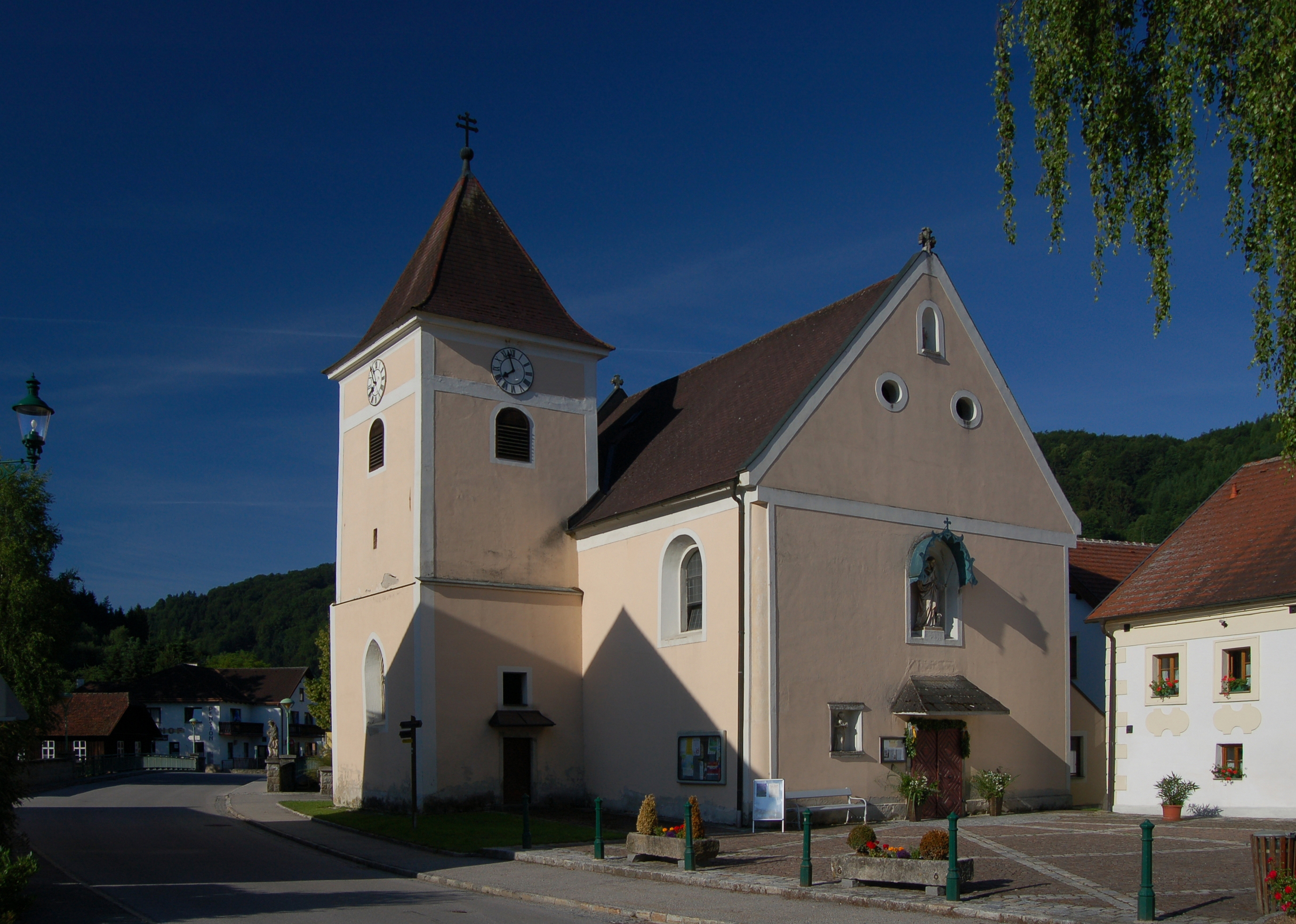
Katholische Pfarrkirche hl. Margaretha in Krumau am Kamp

Die Pfarrkirche Krumau am Kamp steht in der Südwestecke des Hauptplatzes am Fluss Kamp in der Marktgemeinde Krumau am Kamp im Bezirk Krems-Land in Niederösterreich. Die der heiligen Margareta von Antiochia geweihte römisch-katholische Pfarrkirche gehört zum Dekanat Horn in der Diözese St. Pölten. Die Kirche steht unter Denkmalschutz (Listeneintrag).

## Geschichte
Die Pfarre wurde um 1261 gegründet und 1702 neu errichtet.
Von 1782 bis 1789 wurde unter Verwendung von mittelalterlichen Teilen aus dem 13. und 14. Jahrhundert eine neue Kirche erbaut. Beim Neubau wurde die Kirche vom Osten nach Süden orientiert und barockisiert, im Süden wurde eine neue Apsis errichtet und im Norden das Langhaus erweitert. Über dem erhaltenen gotischen Ostchor wurde 1801 ein Turm errichtet. Im späten 19. Jahrhundert wurde die Kirche renoviert.

## Architektur
Das Kirchenäußere zeigt einen schlichten rechteckigen Saalbau mit einem mächtigen Ostturm. Die schlichte nördliche Giebelfront trägt ein steinernes Firstkreuz und beinhaltet mehrere Nischen mit den Figuren Antonius mit Kind links unten, Christus als Guter Hirte mittig über dem Portal, oben zwischen über zwei Oculi wiederum Antonius mit Kind. Der gedrungene Ostturm zeigt Maßwerkfenster des gotischen Chores.
Das Kircheninnere zeigt sich als dreijochiges Langhaus mit Platzlgewölben auf Doppelgurten auf Wandvorlagen mit Doppelpilastern und einem umlaufenden Gebälk. Die Orgelempore steht auf drei Pfeilerbögen. Der eingezogene Südchor hat ein Platzljoch und eine flachbogige Apsis. Das Turmerdgeschoß zeigt das gotische Kreuzrippengewölbe des ehemaligen Chores. Die Glasmalereien aus 1906/1907 zeigen Barbara und Aloysius.

## Ausstattung
Den Hochaltar aus 1906/1907 schuf der Bildhauer Robert Hanel als barockisierendes Säulenretabel mit Baldachinaufsatz, er trägt die Figuren Leopold und Florian und die Büste Gottvater, und zeigt das Hochaltarbild Margarethe von Leander Russ (1842).
Die Orgel baute Franz Capek (1900).